# Diecéze Mohale’s Hoek
Diecéze Mohale’s Hoek je římskokatolickou diecézí, nacházející se v Lesothu.

## Stručná historie a současnost
Byla vytvořena 10. listopadu 1977 bulou papeže Pavla VI. Ut fert creditum, z části území arcidiecéze Maseru.
Patří do církevní provincie Maseru. Hlavním chrámem je Katedrála Svatého Patrika.
K roku 2007 měla diecéze 324 991 věřících, 13 diecézních kněží, 5 řeholních kněží, 14 řeholníků, 85 řeholnic a 19 farností.

## Seznam biskupů
- Sebastian Koto Khoarai, O.M.I. (1977–2014)
- John Joale Tlhomola, S.C.P. (od 2014)